# Giovanni Pirazzini
Giovanni Pirazzini (Cotignola, 20 settembre 1944) è un ex calciatore italiano, di ruolo libero.

## Carriera
Pirazzini inizia la sua carriera nel Ravenna ma è nel Foggia, dove approda nel 1967, che trova la sua affermazione come calciatore.
Diventa infatti capitano e giocatore simbolo dei satanelli con cui ha disputato nell'arco di dodici stagioni 424 partite ufficiali di cui 374 di campionato, diventando il giocatore della squadra con il record di presenze e contribuendo fattivamente alle tre storiche promozioni in serie A degli anni 1970.
Ha complessivamente disputato quattro campionati di Serie A, totalizzando 106 presenze e 8 reti in massima serie, e otto campionati di Serie B, con 255 presenze e 5 reti all'attivo fra i cadetti.

## Dopo il ritiro
A fine carriera sceglie di stabilirsi definitivamente a Foggia dove tuttora vive con la sua famiglia. Nel capoluogo di provincia pugliese ha vissuto anche un'esperienza come consigliere comunale nelle liste della Democrazia Cristiana nel 1976. Attualmente opera nel settore giovanile del Foggia.
Nel 2014 pubblica con il giornalista Domenico Carella il libro Gianni Pirazzini, una vita da capitano; tiene inoltre un blog sul sito Foggiasport24.com. In occasione dei suoi 70 anni, il 20 settembre 2014 riceve la cittadinanza onoraria di Foggia.

## Opere
- Giovanni Pirazzini, Domenico Carella, Gianni Pirazzini, una vita da capitano, Foggia, Edizioni il Castello, 2014.